# Tavole di Eraclea

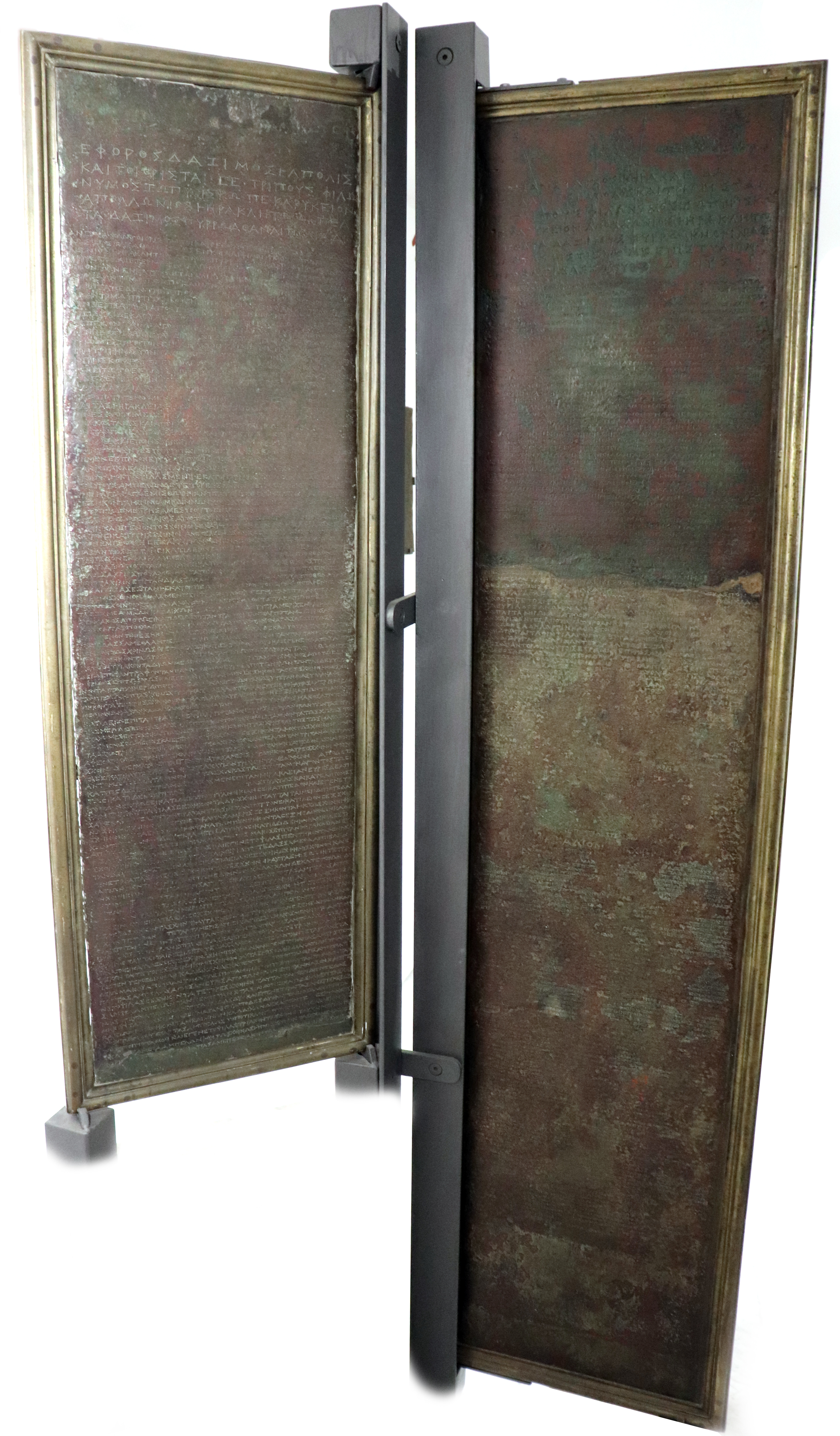

Le tavole di Eraclea (o di Heraclea) sono delle tavole di bronzo rinvenute nel 1732 presso il greto del fiume Cavone, in località di Ucio (Montalbano Jonico) o in località Acinapura (poco a nord della vecchia masseria Andriace). 

## Storia
Le tavole contengono due decreti, databili alla fine del IV secolo a.C., anche se studi moderni le hanno datate al III secolo a.C. relativi alla delimitazione e localizzazione di terreni dei santuari di Dioniso e Athena Polias, presso la città di Heraclea (nell'odierno territorio di Policoro). Il primo studio circa l'origine, l'aspetto e il contenuto fu realizzato da Alessio Simmaco Mazzocchi nel 1754 e pubblicato nello stesso anno a Napoli.
Sul lato opposto, quello lasciato libero dalle iscrizioni greche relative ai terreni dei suddetti santuari, in età cesariana fu inciso un testo in latino (Corpus Inscriptionum Latinarum, numeri C.I.L.,I(2), 593 (I.L.S., 6085)): si tratta della lex Iulia Municipalis promulgata da Gaio Giulio Cesare nel 45 a.C., la quale ha un carattere generale sulla riorganizzazione amministrativa delle città con alcune norme a carattere sociale. Con essa molte città e colonie assunsero il rango di municipio.
Le Tavole sono estremamente importanti per la ricostruzione delle istituzioni di Eraclea e di converso di quelle della sua ben più significativa madrepatria Taranto, di cui si sa pochissimo per il silenzio delle fonti letterarie.
Le Tavole sono conservate nel Museo Archeologico Nazionale di Napoli.